# 함현초등학교
함현초등학교(咸絃初等學校)는 대한민국 경기도 시흥시에 있는 공립 초등학교다.